# Carlo Sacconi
Carlo Sacconi (Montalto delle Marche, 9 mei 1808 - Rome, 25 februari 1889) was een Italiaans geestelijke en kardinaal van de Rooms-Katholieke Kerk.
Sacconi bezocht het seminarie in Fermo en studeerde vervolgens aan de Sapienza in Rome, waar hij promoveerde in de beide rechten. Na zijn priesterwijding keerde hij terug naar Montalto, waar hij doceerde aan het seminarie en werd benoemd tot pro-vicaris van het bisdom. In 1832 werd hij honorair kamerheer van de paus. In 1839 werd hij toegevoegd aan de apostolische nuntiatuur in Piëmont. Van 1845 tot 1847 werkte hij op de nuntiatuur in Toscane, om in 1847 benoemd te worden tot inter-nuntius in Beieren.
Op 27 mei 1851 benoemde paus Pius IX hem tot titulair aartsbisschop van Nicea en tot volwaardig nuntius in Beieren. In 1860 werd hij assistent bij de pauselijke troon. Tijdens het consistorie van 27 september 1861 creëerde Pius hem kardinaal. De Santa Maria del Popolo werd zijn titeldiakonie. Hij werd belast met de oprichting van een Latijns-Amerikaans seminarie in Rome. Vanaf 1861 was hij nuntius in Frankrijk. In 1863 werd hij benoemd tot prefect, belast met de financiën, van de H. Congregatie voor de Voortplanting des Geloofs.
Kardinaal Sacconi nam deel aan het Vaticaans Concilie waarbij de onfeilbaarheid van de paus als dogma werd vastgesteld. In oktober 1870 werd hij kardinaal-bisschop van het suburbicair bisdom Palestrina. In 1877 werd hij Pro-datarius. Hij nam deel aan het conclaaf van 1878 dat leidde tot de verkiezing van paus Leo XIII. In 1878 kreeg hij het Bisdom Porto-Santa Rufina toegewezen. In 1884 werd hij deken van het College van Kardinalen en werd hij kardinaal bisschop van Ostia en Velletri.
Hij overleed aan de gevolgen van een longontsteking. Hij werd aanvankelijk begraven op Campo Verano. Later werd zijn lichaam overgebracht naar het familiegraf in Montalto.
- Gemeinsame Normdatei: 1209303388
- SNAC: w65m902w
- Virtual International Authority File: 72462995